# Thouars
Thouars (ejtsd: Tuáhr) város Franciaországban, Deux-Sèvres megyében, a Poitou-Charentes tartományban. Franciaország kulturális és történelmi városa címet viseli.
Új községként 2019. január 1-jén jött létre, amikor Mauzé-Thouarsais, Missé és Sainte-Radegonde korábbi községekkel egyesült.

## Földrajzi fekvése
A Loire egyik bal oldali mellékfolyója, a Thouet partján fekszik festői szépségű környezetben, Bressuire, Parthenay, Saumur, Loudun helységek negyven kilométeres körzetén belül. Közeli városok : Niort, Poitiers, Angers.

## Thouars nevének eredete
A helység neve a latin Tudae arx (a Thouet vára) kifejezésből ered.

## Története

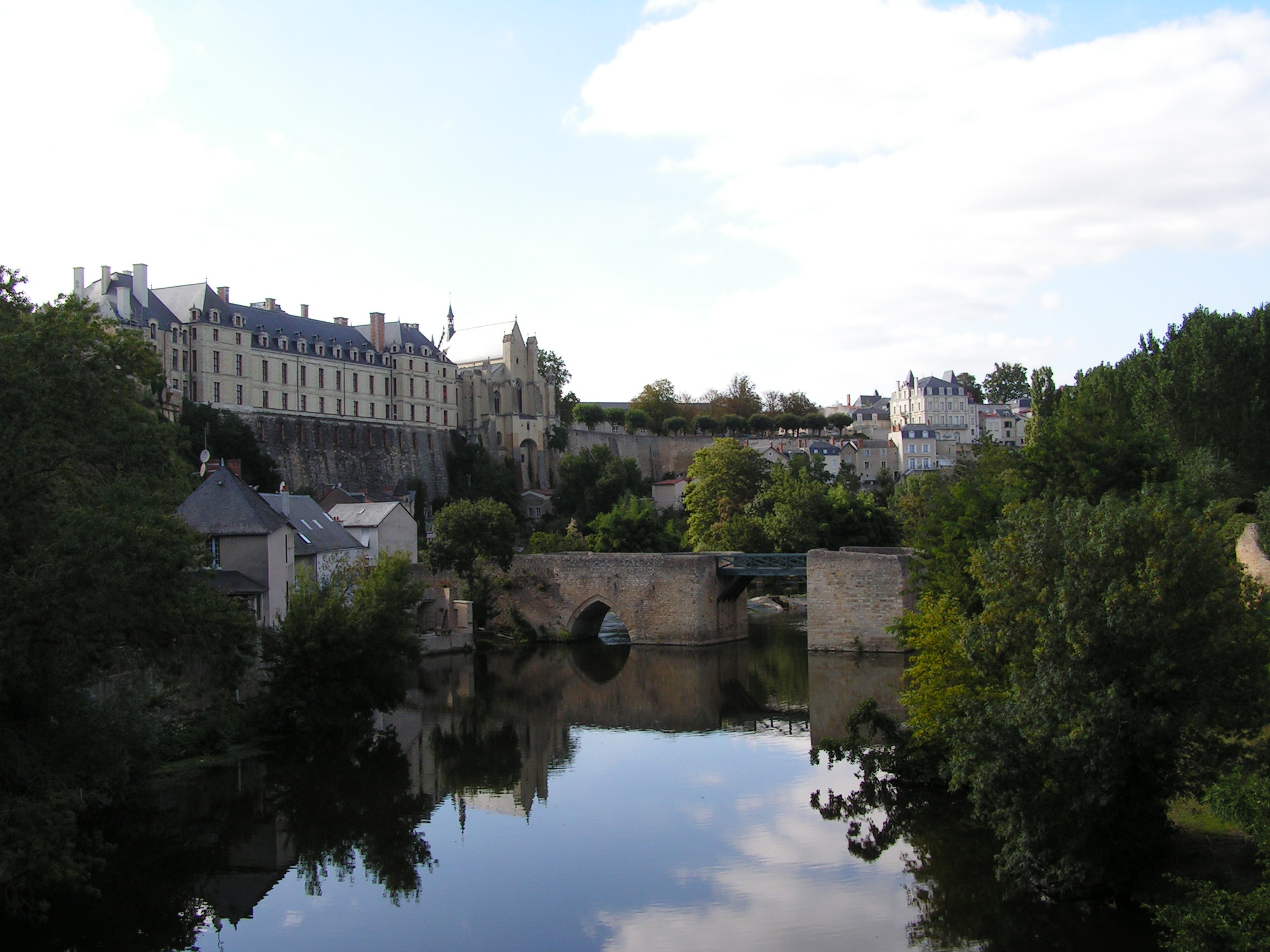
Thouars. A Château Trémoille-kastély és a Pont des Chouans-híd a Thouet partjáról

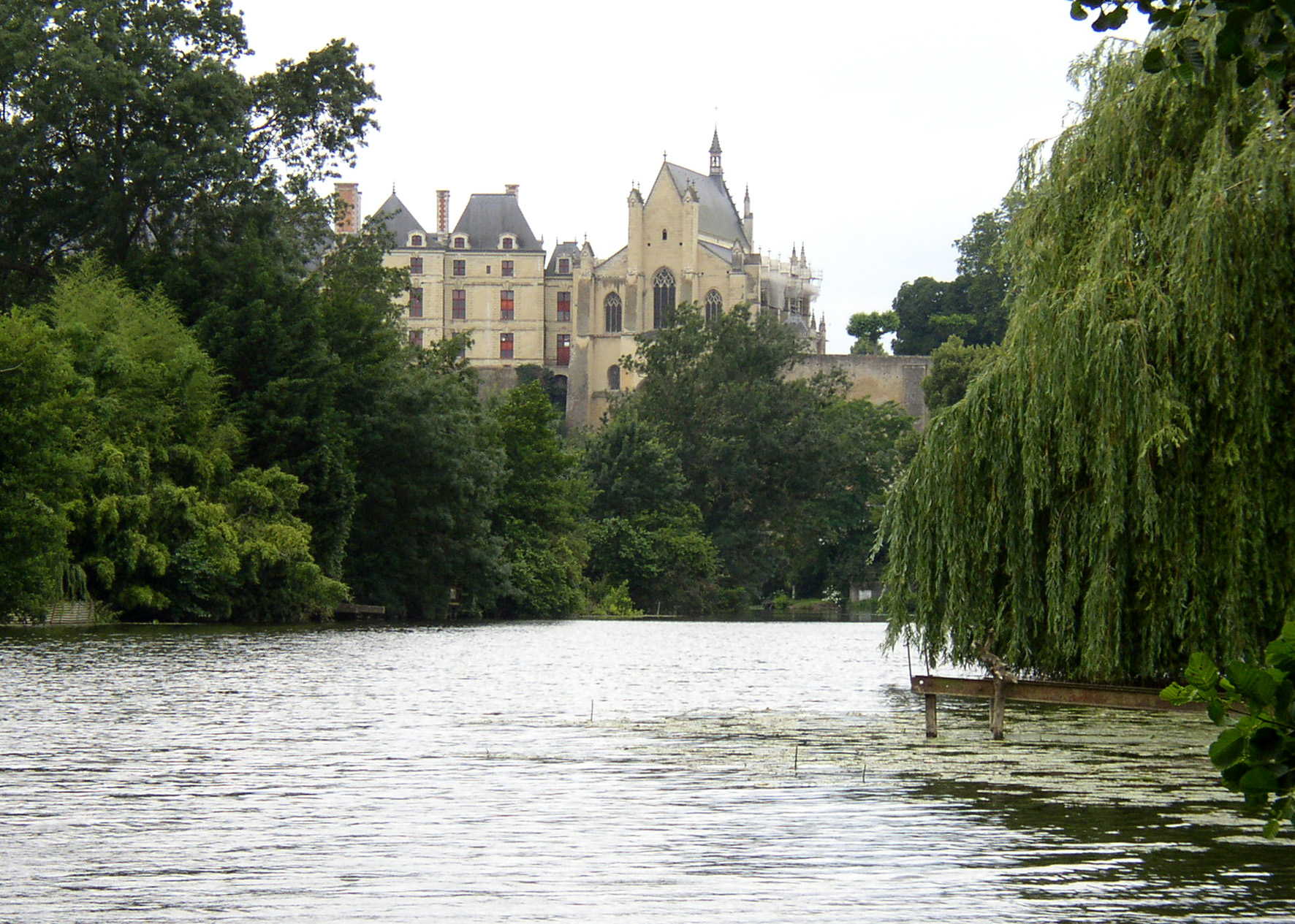
Thouars. A Trémoille-kastély a Thouet partjáról

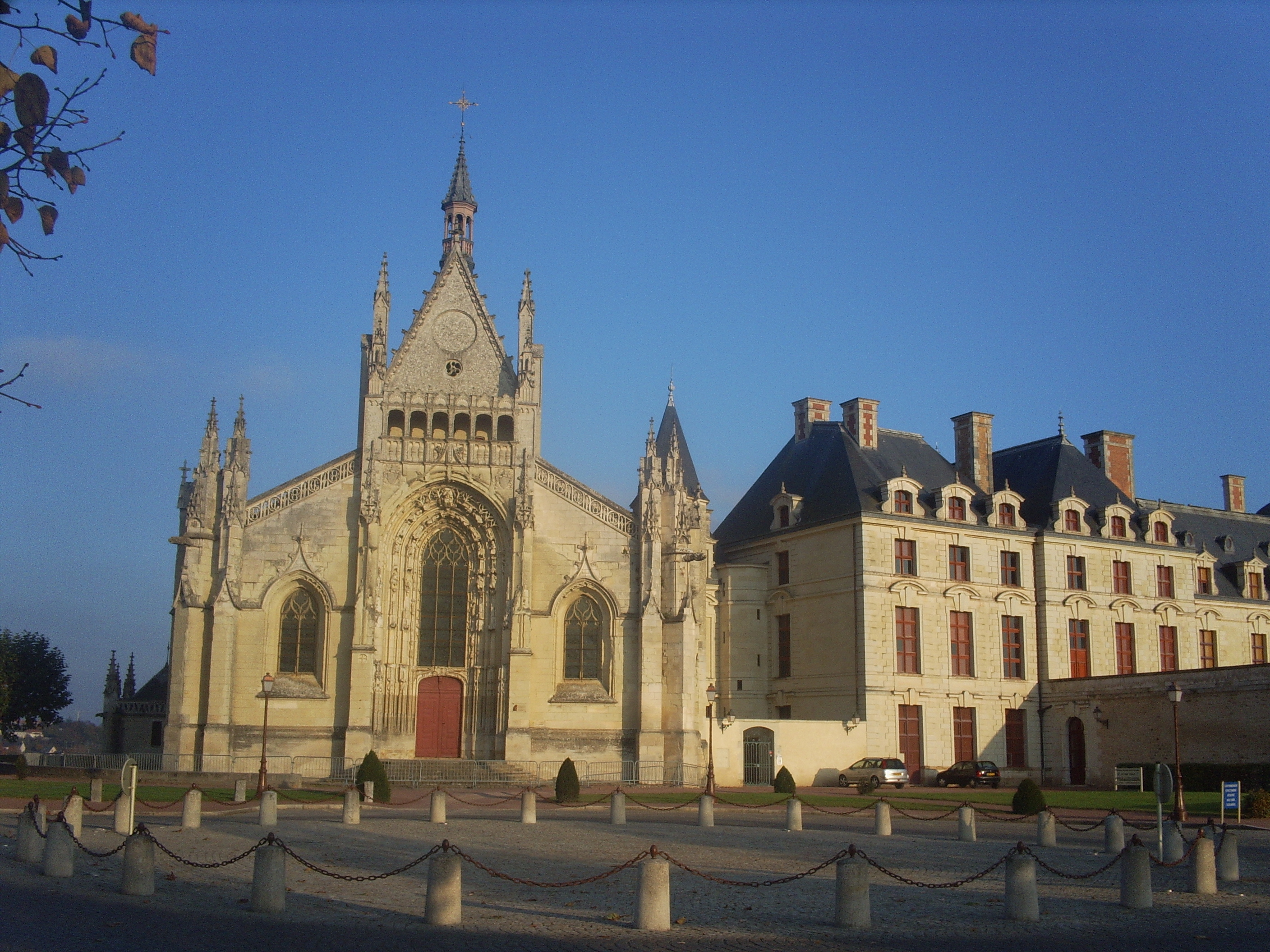
Thouars. A Trémoille-kastély kápolnája

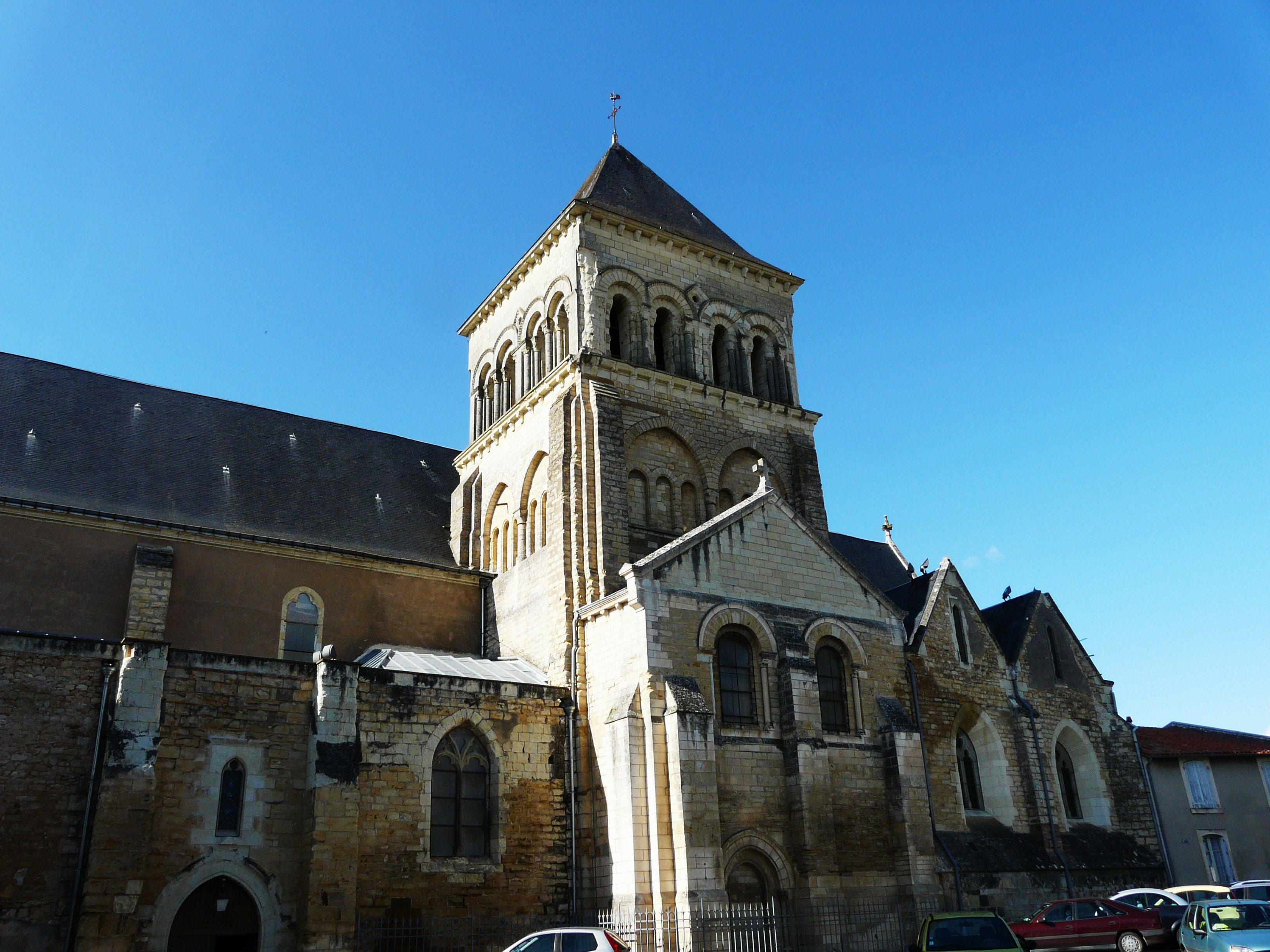
Thouars. Église Saint-Laon-templom

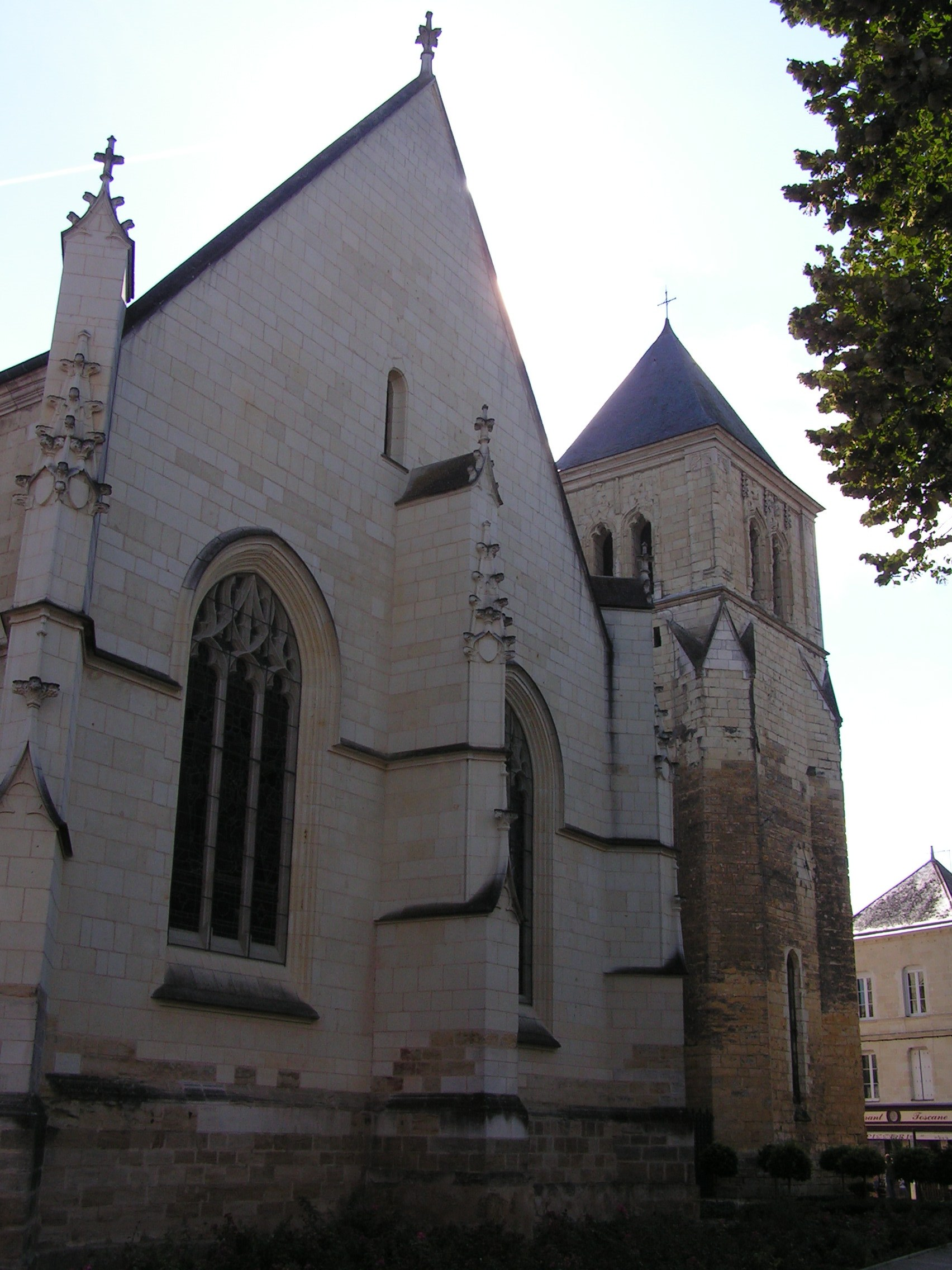
Thouars. Église Saint-Médard-templom

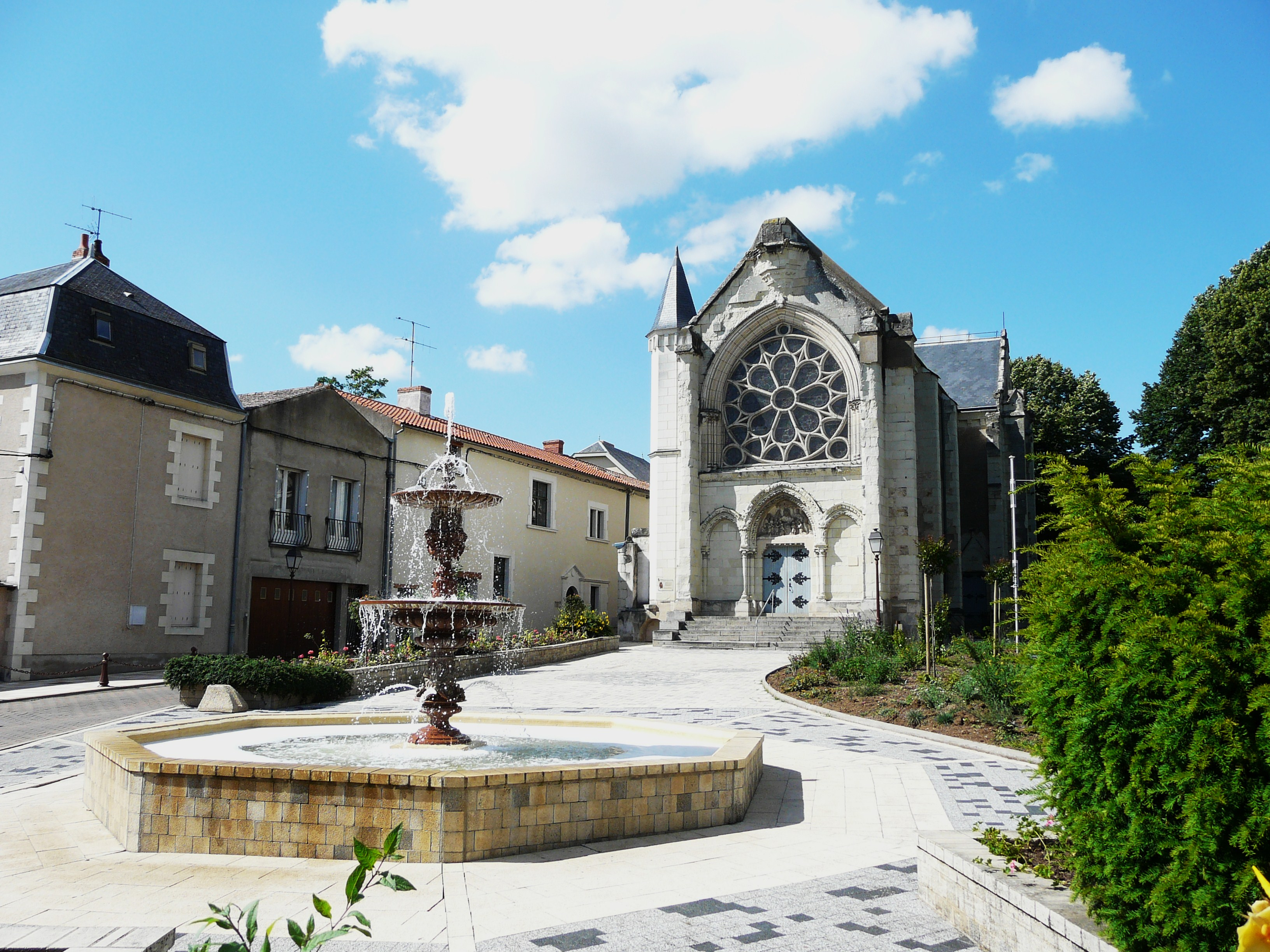
Thouars. Chapelle Jeanne d'Arc-kápolna

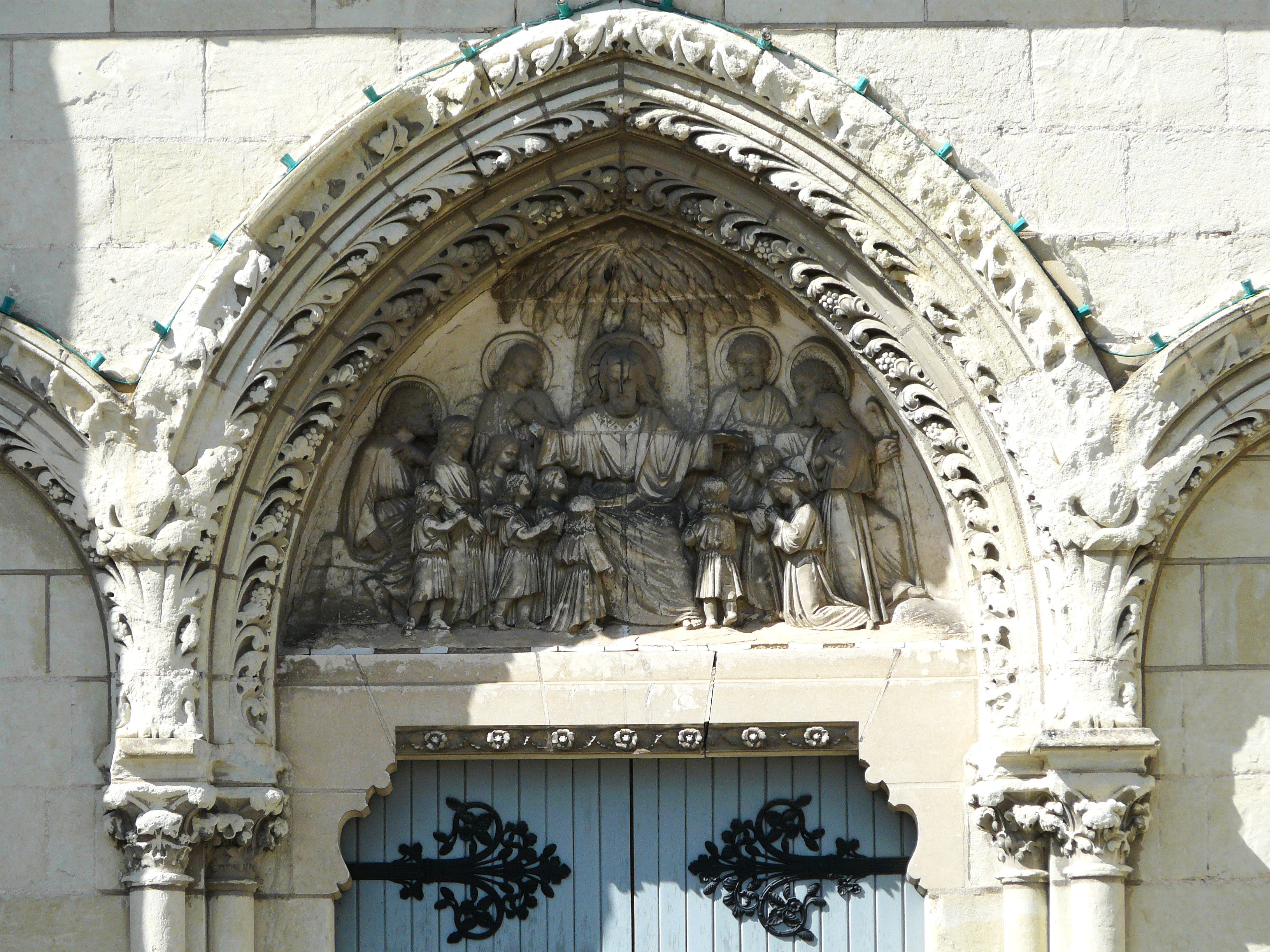
Thouars. A Chapelle Jeanne d'Arc-kápolna homlokzata

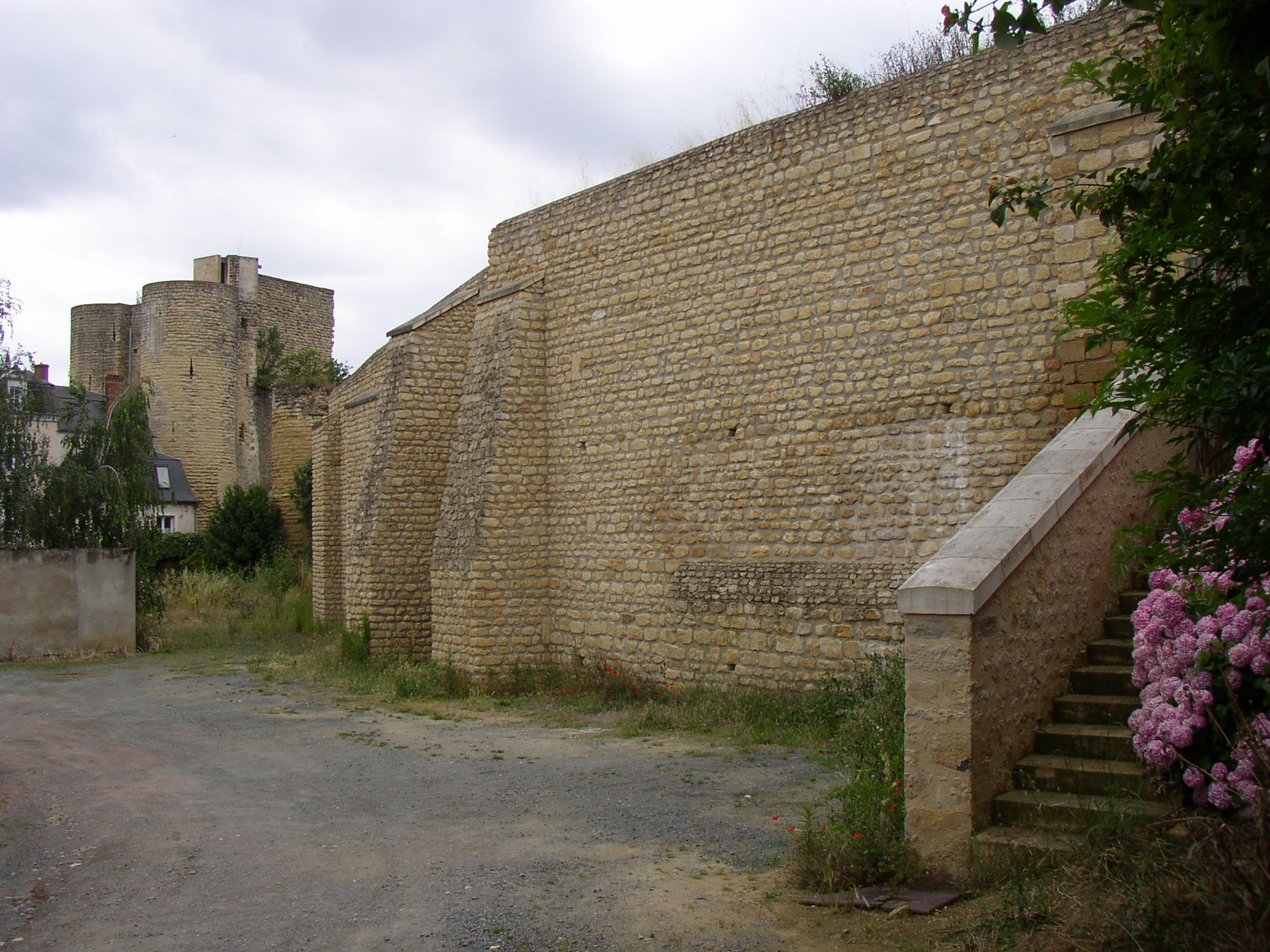
Thouars. A Tour Porte au Prévost torony és a városfalak

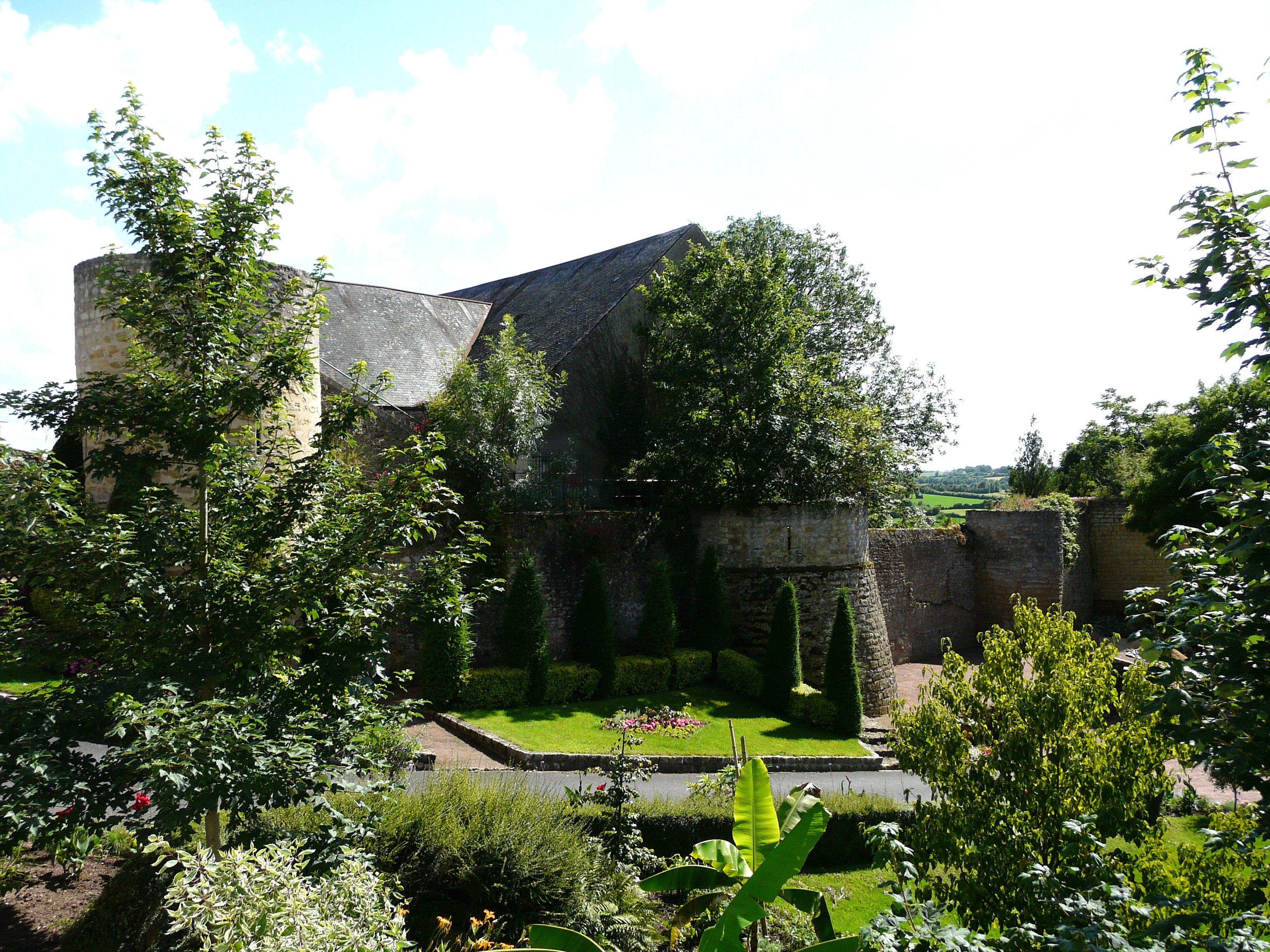
Thouars. A városfalak a Parc Imbert ligetből

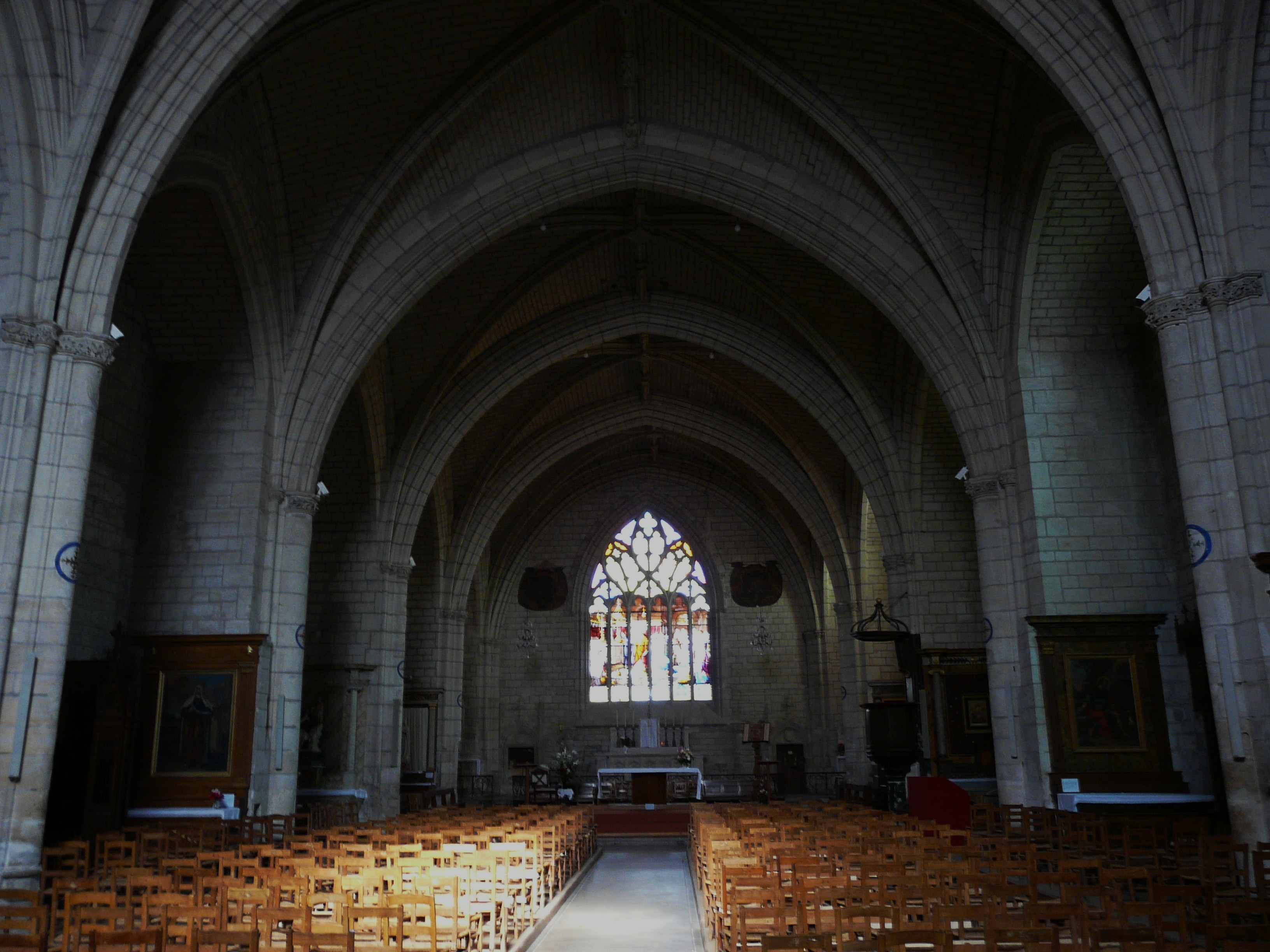
Thouars. A Église Saint-Médard templom hajója

Az első közösségek az időszámításunk előtti negyedik évezredben telepedtek meg a helységben, a Thouet és a kastély közötti térségben. E lakosok halottaikat a coteau de Fleury-i dolmenhez temették, a Montsavard-barlangban laktak és isteneiket a Motte des Justices (Az Igazságtételek Halma) elnevezésű tumuluson imádták. Ma a tumulus alig látható, minthogy a város ipari negyedében található. Méretei folytán (174 méter hosszúságával és 15 méter szélességével) ez a mesterséges földhalom Franciaország leghosszabb történelemelőtti korokból származó oltára s egyben Európa egyik legjelentősebb halomsírja.
A városban egy római út maradványai is föllelhetőek. 760-ban Thouars Akvitánia része volt. 762-ben Kis Pipin, akit fia, Nagy Károly is elkísért erre a hadjáratra, lerombolta a gall-római erődítményt és kastélyt. 1158. augusztus 18-án, II. Henrik, Anglia királya három napos ostrom árán beveszi a várost fölégetve a Saint-Médard-templomot. A város kilenc méter magas és négy és fél kilométer hosszúságot fölölelő falai a XIII. században épültek. A várfal egykori 37 tornyából ma csupán kettő áll (a Tour du Prince de Galles és a Tour Porte au Prévôt torony). 1372. november 3-án Bertrand du Guesclin végérvényesen visszacsatolta a várost a francia koronához. XI. Lajos gyermekkorát Anjou-ban töltötte, s gyakran vadászván a Thouars környéki erdőségekben, fölöttébb megkedvelte a helységet, amely ebben a korszakban élte meg egyik fénykorát. XI. Lajos személyesen igazgatta a várost: a Saint-Laon-templomot új toronnyal ékesíttette föl, fölújíttatta a Pont-Neuf (ma Pont des Chouans) hidat és a korabeli kastélyt. Skóciai Mária (1424-1445), XI. Lajos felesége, a Saint-Laon apátságot kápolnával bővíttette ki: hamvai ma ott nyugszanak a thouars-i Saint-Laon apátsági templomban. A helység 1563-tól a Thouars-i Hercegség fővárosa volt.

## Lakossága
1793-ban 1 735, 1906-ban 6 276, 1954-ben 10 626, 2009-ben 9 928 lakosa volt.
| Lakosok száma | 13 990 | 13 932 | 13 886 | 13 917 | 14 000 | 13 949 |
|               | 2017   | 2018   | 2019   | 2020   | 2021   | 2022   |

## Turisztikai látnivalók
- Église Saint-Laon templom, XII. század
- Église Saint-Médard templom, XV. század
- La chapelle Jeanne d'Arc kápolna
- Chapelle du château des ducs de La Trémoille kastély kápolnája (Collégiale Sainte Chapelle Notre-Dame), ahol Franciaországban egyedülálló jelenségként a gótikus építészet flamboyant (lángoló) stílusa a Reneszánsz építészeti díszítőelemeivel ötvöződik.
- Le Château des ducs de La Trémoille kastély, XVII. század
- Les remparts (a megerősített városfalak), XII. és XIII. század
- La Tour du Prince de Galles torony
- La Tour Porte au Prévost torony
- La Porte Maillot kapu
- Le Pont des Chouans híd. Thouars és Saint-Jean-de-Thouars helységet kötötte össze.

## Thouars neves szülöttjei
- Charles Archaimbault (1921 – 2001) etnológus
- Jean Dumont (1930, politikus
- Jean-Hugues Anglade (1955) színész
- Stéphane Grégoire (1968) labdarúgó
- Nicolas Goussé (1976) labdarúgó

## Testvérvárosai
- Diepholz, Németország
- Port-Gentil, Gabon
- Hannut, Belgium
- Helensburgh, Skócia